# Ion Marcel Vela
Ion Marcel Vela (ur. 2 czerwca 1963 w Armeniș) – rumuński polityk i samorządowiec, senator, w latach 2019–2020 minister spraw wewnętrznych.

## Życiorys
Z wykształcenia inżynier mechanik, w 1989 ukończył studia w Institutul Politehnic „Traian Vuia” din Timișoara. W latach 1993–1997 studiował prawo na prywatnej uczelni Universitatea Europeană „Drăgan” din Lugoj. Od 1984 do 1992 pracował w instytucji ubezpieczeniowej. W latach 1996–2000 i 2001–2004 był dyrektorem przedsiębiorstwa Asirom, a od 2006 do 2008 wykładowcą na Universitatea Hyperion din București.
W 1990 dołączył do Partii Narodowo-Liberalnej. Stopniowo awansował w jej strukturach, m.in. w 2008 został przewodniczącym okręgu Caraș-Severin, w 2009 sekretarzem wykonawczym, a w 2010 dołączył do krajowego biura politycznego. Przez ponad dwadzieścia lat pełnił różne funkcje w samorządzie miasta Caransebeș. Był zastępcą burmistrza (1992–1996), radnym miejski (1996–2000, 2001–2004), a także przez trzy kadencje burmistrzem tej miejscowości (2004–2016). Od 2000 do 2001 zajmował stanowisko prefekta okręgu Caraș-Severin.
W wyborach w 2016 z ramienia PNL został wybrany w skład Senatu; w 2020 z powodzeniem ubiegał się o reelekcję. W listopadzie 2019 w nowo powołanym rządzie Ludovika Orbana objął urząd ministra spraw wewnętrznych. Pozostał na tej funkcji również w utworzonym w marcu 2020 drugim gabinecie dotychczasowego premiera. Zakończył urzędowanie w grudniu 2020. W wyborach w 2024 uzyskał mandat posła do Izby Deputowanych.